# Julgamentos de Nuremberga
Os Julgamentos de Nuremberga (português europeu) ou de Nurembergue (português brasileiro)  foram conduzidos pelos Aliados contra representantes da derrotada Alemanha Nazista por planejarem e realizarem invasões a outros países da Europa e cometerem atrocidades contra seus cidadãos durante a Segunda Guerra Mundial.
Entre 1939 e 1945, a Alemanha Nazista invadiu vários países da Europa, causando 27 milhões de mortes apenas na União Soviética. As propostas sobre como punir os líderes nazistas derrotados variavam desde um julgamento-espetáculo (defendido pela União Soviética) até execuções sumárias (propostas pelo Reino Unido). Em meados de 1945, França, União Soviética, Reino Unido e Estados Unidos concordaram em realizar um tribunal conjunto em Nuremberg, na Alemanha ocupada, utilizando a Carta de Nuremberg como base legal. Entre 20 de novembro de 1945 e 1 de outubro de 1946, o Tribunal Militar Internacional (TMI) julgou vinte e dois dos principais líderes sobreviventes da Alemanha de Hitler nos âmbitos político, militar e econômico, além de seis organizações alemãs. O objetivo do julgamento não era apenas condenar os réus, mas também reunir provas irrefutáveis dos crimes nazistas, oferecer uma lição histórica aos alemães derrotados e deslegitimar a elite tradicional alemã.
O veredicto do tribunal seguiu a acusação ao declarar que o crime de planejar e travar uma guerra de agressão era o "crime internacional supremo", pois "contém em si o mal acumulado de todos os outros". A maioria dos réus também foi acusada de crimes de guerra e crimes contra a humanidade, sendo o assassinato sistemático de milhões de judeus no Holocausto um ponto central do julgamento. Além disso, os Estados Unidos conduziram mais doze julgamentos contra criminosos nazistas de escalão inferior, com um foco maior no Holocausto. Embora controversos na época por criminalizarem retroativamente a agressão, a inovação desses julgamentos ao responsabilizar indivíduos por violações do direito internacional é considerada "o verdadeiro começo do direito penal internacional".

## Estatuto do julgamento

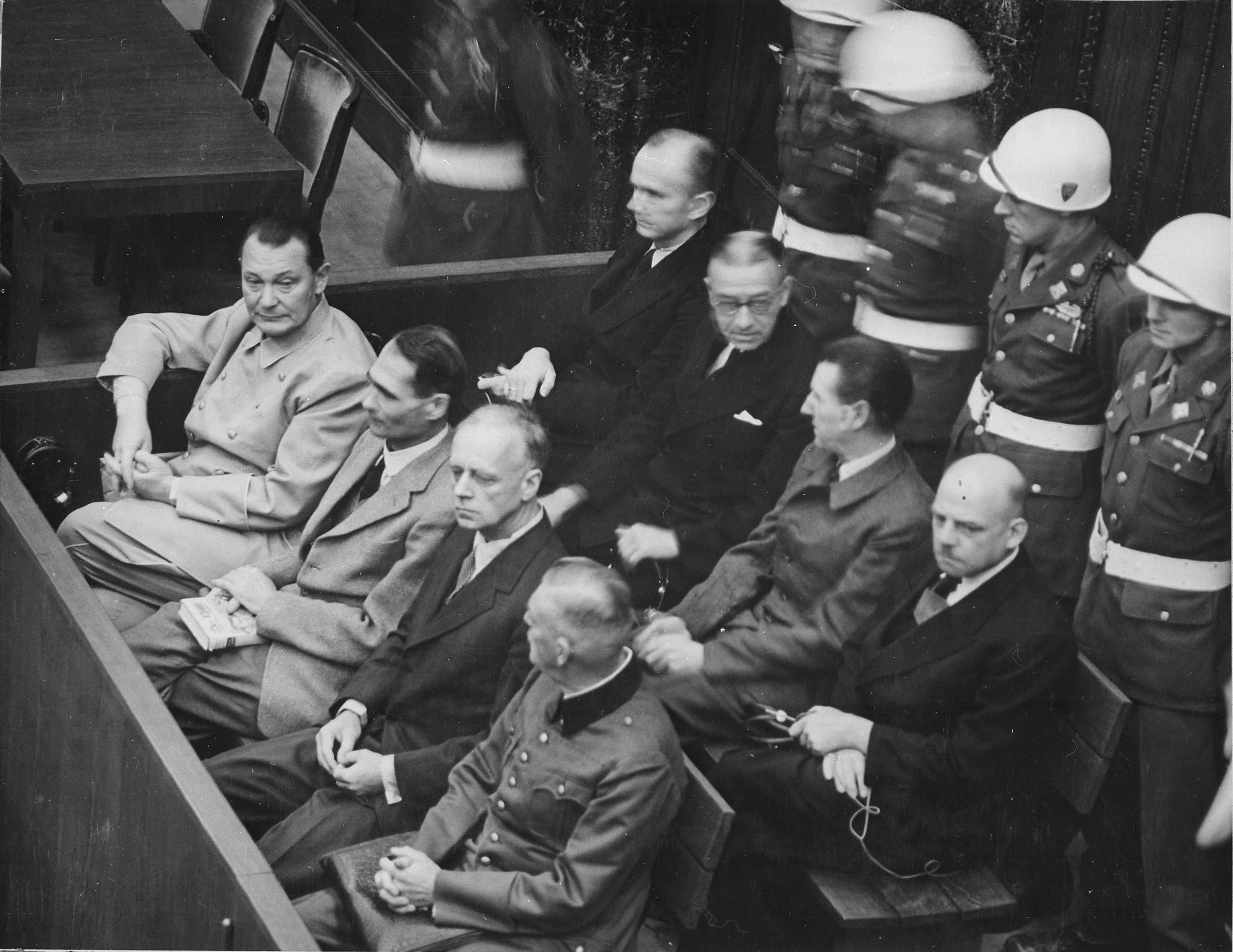
Alguns dos réus durante o julgamento. À frente, de cima para baixo: Hermann Göring, Rudolf Heß, Joachim von Ribbentrop, Wilhelm Keitel. Atrás, de cima para baixo: Karl Dönitz, Erich Raeder, Baldur von Schirach, Fritz Sauckel

Em 8 de agosto de 1945, as quatro potências (Estados Unidos, União Soviética, Reino Unido e França) assinavam, a Carta de Londres, acordo sobre o Tribunal Militar Internacional e os estatutos pelos quais o tribunal deveria ser regido. Estabelecia os direitos e obrigações de todos os que haviam de tomar parte no mesmo, regulamentava a forma de proceder e fixava os fatos e princípios a que tinham de se sujeitar os juízes.
O artigo 24º dos estatutos estabelecia: "...O procedimento deve ser o seguinte:
- a) Será lida a acusação;
- b) O tribunal interrogará cada um dos acusados sobre se se considera culpado ou inocente;
- c) O acusador exporá a sua interpretação da acusação;
- d) O tribunal perguntará à acusação e à defesa sobre as provas que desejem apresentar ao tribunal e decidirá sobre a conveniência da sua apresentação;
- e) Serão ouvidas as testemunhas de acusação. A seguir as testemunhas de defesa;
- f) O tribunal poderá dirigir a todo momento perguntas às testemunhas ou acusados;
- g) A acusação e a defesa interrogarão todas as testemunhas e acusados que apresentem uma prova e estão autorizados a efetuar um contrainterrogatório;
- h) A defesa tomará a seguir a palavra;
- i) O acusado dirá a última palavra;
- j) O tribunal anunciará a sentença...".[6]

## Acusados e suas penas
O tribunal de Nuremberga decretou 12 condenações à morte, três à prisão perpétua, duas a 20 anos de prisão, uma a 15 anos e outra a 10 anos. Hans Fritzsche, Franz von Papen e Hjalmar Schacht foram absolvidos.
| Nome                   | Cargo                                                                         | Condenação                                                  |
| ---------------------- | ----------------------------------------------------------------------------- | ----------------------------------------------------------- |
| Martin Bormann         | Vice-líder do Partido Nazi e secretário particular do Führer                  | Morte por enforcamento (In absentia)                        |
| Karl Dönitz            | Presidente da Alemanha e comandante da Kriegsmarine                           | 10 anos de prisão                                           |
| Hans Frank             | Governador-geral da Polônia                                                   | Morte por enforcamento                                      |
| Wilhelm Frick          | Ministro do Interior, autorizou as Leis de Nuremberg                          | Morte por enforcamento                                      |
| Hans Fritzsche         | Ajudante de Joseph Goebbels no Ministério da Propaganda                       | Absolvido                                                   |
| Walther Funk           | Ministro de Economia                                                          | Prisão perpétua                                             |
| Hermann Göring         | Comandante da Luftwaffe, Presidente do Reichstag e Ministro da Prússia.       | Morte por enforcamento (suicidou-se antes de ser enforcado) |
| Rudolf Hess            | Vice-líder do Partido Nazi                                                    | Prisão perpétua                                             |
| Alfred Jodl            | Chefe de Operações do OKW (Oberkommando Der Wehrmacht)                        | Morte por enforcamento                                      |
| Ernst Kaltenbrunner    | Chefe do RSHA e membro de maior escalão da Schutzstaffel vivo.                | Morte por enforcamento                                      |
| Wilhelm Keitel         | Chefe do OKW                                                                  | Morte por enforcamento                                      |
| Gustav Krupp           | Industrial que usufruiu de trabalho escravo                                   | Acusações canceladas por saúde debilitada                   |
| Robert Ley             | Chefe do Corpo Alemão de Trabalho                                             | Suicidou-se na prisão                                       |
| Konstantin von Neurath | Ministro das Relações Exteriores, Protetor da Boêmia e Morávia                | 15 anos de prisão                                           |
| Franz von Papen        | Ministro e vice-chanceler                                                     | Absolvido                                                   |
| Erich Raeder           | Comandante-chefe da Kriegsmarine                                              | Prisão perpétua                                             |
| Joachim von Ribbentrop | Ministro das Relações Exteriores                                              | Morte por enforcamento                                      |
| Alfred Rosenberg       | Ideólogo do racismo e Ministro do Reich para os Territórios Ocupados do Leste | Morte por enforcamento                                      |
| Fritz Sauckel          | Diretor do programa de trabalho escravo                                       | Morte por enforcamento                                      |
| Hjalmar Schacht        | Presidente do Reichsbank                                                      | Absolvido                                                   |
| Baldur von Schirach    | Líder da Juventude Hitleriana                                                 | 20 anos de prisão                                           |
| Arthur Seyss-Inquart   | Líder da anexação da Áustria e Gauleiter dos Países Baixos                    | Morte por enforcamento                                      |
| Albert Speer           | Líder nazi, arquiteto do regime e Ministro de Armamentos                      | 20 anos de prisão                                           |
| Julius Streicher       | Chefe do periódico antissemita Der Stürmer                                    | Morte por enforcamento                                      |

## Processos no caso Nuremberga

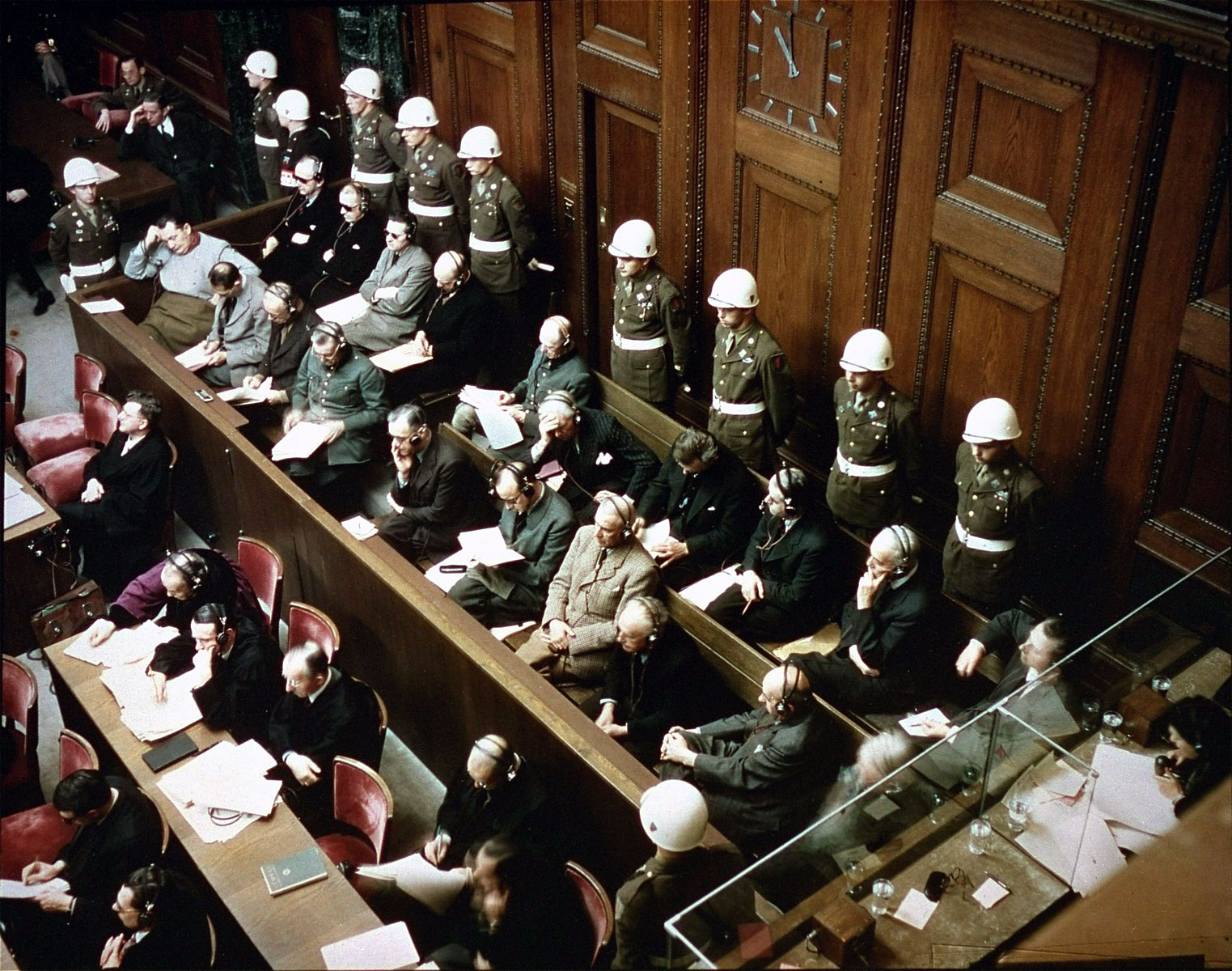
Vista do banco dos réus no tribunal de Nuremberga

- Caso I - Processo contra os Médicos, 9 de dezembro de 1946 - 20 de agosto de 1947 (ver: Código de Nuremberg).
- Caso II - Processo Milch, 2 de janeiro - 17 de abril de 1947
- Caso III - Processo contra os juristas, 17 de fevereiro - 14 de dezembro de 1947
- Caso IV - Processo Pohl, 13 de janeiro - 3 de novembro de 1947
- Caso V - Processo Flick, 18 de abril - 22 de dezembro de 1947
- Caso VI - Processo IG Farben, 14 de agosto de 1947 - 30 de julho de 1948
- Caso VII - Processo de Generais no sudeste da Europa, 15 de julho de 1947 - 19 de fevereiro de 1948
- Caso VIII - Processo RuSHA, 1 de julho de 1947 - 10 de março de 1948
- Caso IX - Processo Einsatzgruppen, 15 de setembro de 1947 - 10 de abril de 1948
- Caso X - Processo Krupp, 8 de dezembro de 1947 - 31 de julho de 1948
- Caso XI - Processo Wilhelmstraßen, 4 de novembro de 1947 - 14 de abril de 1948
- Caso XII - Processo contra o Alto Comando, 30 de dezembro de 1947 - 29 de outubro de 1948

## Um tribunal de exceção
Oito juízes, representantes dos quatro países vencedores da guerra, compuseram a corte: Iona Nikitchenko (União Soviética), Geoffrey Lawrence (Reino Unido), Francis Biddle (EUA) e Donnedieu de Vabres (França). O presidente do tribunal era britânico, mas coube  aos estadunidenses o papel mais importante na preparação do processo. Os países neutros não tiveram nenhuma participação. Juristas têm levantado a questão das violações dos direitos fundamentais com a realização de um tribunal ad hoc, um tribunal de exceção, sem a escolha de advogados pelos réus. Segundo alguns doutrinadores do direito, um tribunal de exceção não poderia punir com pena capital, mas somente com prisão, entre outras formas de responsabilização. Todavia, em Nuremberga, os vencedores ditaram todas  as regras e todo o funcionamento do tribunal, mesmo em detrimento dos direitos fundamentais dos réus, como o princípio do juízo natural conhecidos dos ingleses desde a Magna Carta de 1215.
A aplicação da justiça dos vencedores poderia igualmente explicar por que jamais foi cogitada a possibilidade de julgamento dos responsáveis pela mortandade de civis em decorrência dos  inúmeros bombardeios aliados contra  as cidades alemãs (Dresden, Colônia, Darmstadt, Hamburgo, Stuttgart e Königsberg, entre outras) ou do lançamento de bombas atômicas sobre Hiroshima e Nagasaki. (ver: Crimes de guerra dos Aliados, Crimes de guerra dos Estados Unidos e Crimes de guerra soviéticos)

## Execução das sentenças
Três cadafalsos foram instalados no presídio de Nuremberga para a execução, na manhã de 16 de outubro de 1946, de dez penas de morte contra representantes do regime nazista, por enforcamento, usando-se o chamado método da queda padrão, em vez de queda longa. Posteriormente, o exército dos EUA negou as acusações de que a queda fora curta demais, fazendo com que o condenado morresse lentamente, por estrangulamento, em vez de ter o pescoço quebrado (o que causa paralisia imediata, imobilização e provável inconsciência instantânea). Na execução de Ribbentrop, o historiador Giles MacDonogh registra que:
"o carrasco trabalhou mal na execução, e a corda estrangulou o ex-chanceler por 20 minutos antes que ele morresse."
Das 12 penas de morte, apenas 10 foram executadas. Martin Bormann, o assessor mais próximo de Adolf Hitler em seu primeiro quartel-general, estava desaparecido, sendo julgado à revelia e condenado à morte.
Hermann Göring suicidou-se na véspera do dia 16. Quando os seguranças do presídio perceberam que ele mantinha-se estranhamente imóvel deitado sobre seu banco, chamaram seus superiores e um médico. Este constatou a morte de Göring por envenenamento. Nunca foi esclarecido quem lhe entregou o veneno, em que pese várias hipóteses terem surgido no decorrer dos anos.
Porém, em 2005, Herbert Lee Stivers, um metalúrgico aposentado que vivia em Hesperia, localidade aos arredores de Los Angeles, Estados Unidos, e foi guarda em Nuremberga durante o Julgamento (era do 26º Regimento da 1ª Divisão de Infantaria, cuja Companhia D fora encarregada), afirmou que estavam todos enganados: "Fui eu que lhe dei". Stivers tinha 78 anos, e disse que manteve este segredo durante quase 60 anos, com medo de poder vir a ser alvo de um processo por parte do Exército dos Estados Unidos e que tinha decidido contar a história a pedido da filha. Na época só tinha 19 anos, e por querer impressionar uma moça que encontrou na rua, aceitou levar "um remédio" a Goering, que supostamente estaria doente.

## Filmografia
- Judgment at Nuremberg, indicado ao Academy Awards de melhor filme de 1961.
- O Julgamento de Nuremberg, filme de 2000, com Alec Baldwin.

## Outros julgamentos
Alemanha

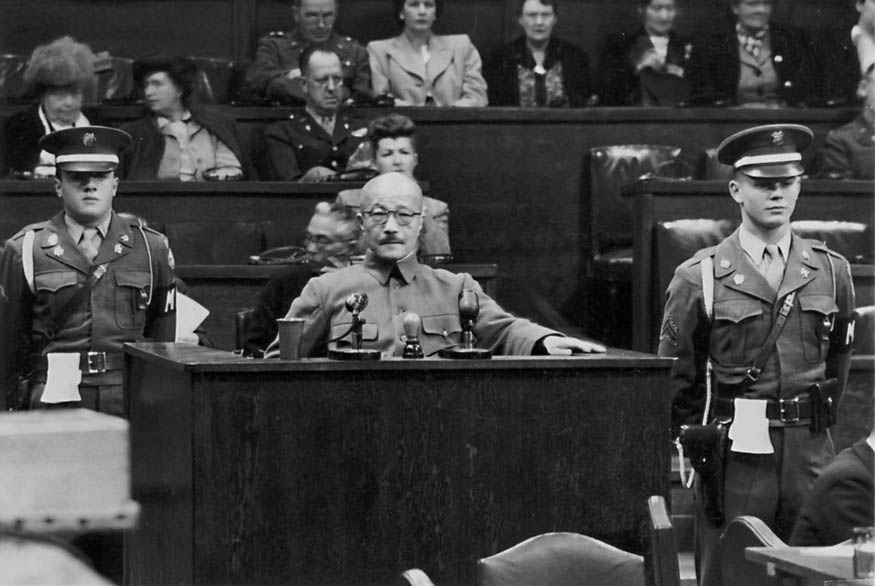
Hideki Tōjō (centro da imagem), ex Primeiro-Ministro do Japão, condenado à morte pelo Tribunal Militar Internacional para o Extremo Oriente e executado em 1948.

- Julgamento de Belsen (Luneburgo, 1945).[16]
- Julgamentos de Ravensbrück (Hamburgo, 1946-1948).[17]

Japão
Os crimes de guerra do Império do Japão, foram julgados pelo Tribunal Militar Internacional para o Extremo Oriente (Tóquio, 1946-1948).
Polônia
- Julgamento de Auschwitz (Cracóvia, 1947).[19]

União Soviética
- Julgamentos de crimes de guerra de Khabarovsk, pelos crimes do Exército de Guangdong (Khabarovsk, 1949).[20]